# T. Hansen Gruppen
T. Hansen Gruppen A/S, grundlagt i 1991, er en dansk butikskæde med hovedkontor i Middelfart. Under domænet thansen.dk sælger de biltilbehør, reservedele, cykler, scootere, fyrværkeri og gadgets. Kæden tilbyder også værkstedstjenester og montering.

## Historie
Virksomhedens hovedgrundlag var oprindeligt beskæftiget med salg af reservedele til knallerter via postordre, og blev dannet i 1988, mens grundlæggeren Bent Jensen var under uddannelse. I november 1991 blev T. Hansen Gruppen A/S etableret i den nu kendte form. Navnet stammer fra hans daværende kæreste Trine Hansen, som dog blev købt ud ved stiftelsen.
I 1995 blev produktsortimentet udvidet til også at omfatte tilbehør til mobiltelefoner, og samtidigt oprettes en række virksomheder i udlandet. Sortimentet udvides også til reservedele til biler. 
Det første opkøb skete i 2002 hvor gruppen overtog DK Autodele ApS i Kolding, som desuden havde butikker i Esbjerg, Odense og Glostrup. Samme år lancerede man den 15. november konceptet thansen.dk i Kolding, og ved udgangen af året havde thansen.dk i alt syv butikker i Danmark.
Året efter opnåede T. Hansen Gruppen A/S stor succes med import og salg af scootere. Samme år startede byggeriet af nyt domicil i Middelfart. I 2004 introduceredes en række landsdækkende markedsføringsaktiviteter, som øgede kendskabet til kæden. Ligeledes startede man et landsdækkende salg af fyrværkeri.
Høyer Autodele blev opkøbt i 2005. Ved udgangen af året havde man nu 52 butikker i Danmark. Året efter startede egen import af dæk og fælge. Samme år udvidede man salget af cykler med 18 varenumre. 
Hovedkontoret i Middelfart rådede i 2008 over et døgnbemandet centrallager med 12 haller, med et samlet areal på 28.500 m².
Gennem finanskrisen 2007-2010 er virksomheden blevet styrket, da kunderne traditionelt under lavkonjunktur søger mod lavere priser – et krav, som thansen.dk kan honorere. Endvidere kunne Bent Jensen se hvordan bankerne strammede kravene til deres kunder, så han traf en beslutning om at reducere lagerbeholdninger, for at frigøre penge. Den fremtidige vækst forventes desuden til dels at foregå gennem opkøb af konkurrenter.

AD Danmark A/S er et datterselskab af T. Hansen Gruppen A/S, oprettet i 2016. AD Danmark distribuerer udelukkende autoreservedele til det professionelle marked i hele Danmark. Virksomheden tilbyder adgang til over 300.000 produkter gennem et online katalog og har et lager på mere end 50.000 m². AD Danmark driver også et netværk af over 80 butikker, hvor kunder kan afhente varer via "click & collect".